# Expo 62
A Expo 62 também conhecida por Century 21 Exposition (Exposição do século XXI), decorreu na cidade de Seattle nos Estados Unidos em 1962.
Impulsionou a construção da Space Needle, do Monocarril de Seattle, tal como eventos desportivos e centros culturais. O local que desde então tem sido expandido é actualmente denominado de Centro de Seattle.
Foi visitada por aproximadamente 10 milhões de pessoas. O Presidente John F. Kennedy que deveria ter comparecido na cerimónia de encerramento a 21 de Outubro de 1962, faltou devido a uma "gripe"; veio depois a saber-se que estava a lidar com a Crise dos Misseis Cubanos.